# Гімалайський інститут науки йоги та філософії
Гімалайський інститут йоги та філософії (англ. Himalayan Institute of Yoga Science and Philosophy) — міжнародна організація, заснована індійським йогином Свамі Рамою в 1971 році в місті Гленвью і Іллінойсі. У 1978 році штаб-квартира організації була перенесена в Поконос у Пенсільванії. На 1995 рік існувало 12 філій «Гімалайського інституту» в США, і ще декілька — в інших країнах.
Офіційно метою організації є «відкриття і прийняття священної зв'язку — духу людської спадщини, який об'єднує Схід і Захід, духовність і науку, давню мудрість і сучасні технології». Інститут пропонує курси різної тривалості з хатха-йоги, Аюрведе, гомеопатії та психології. Окрім цього, при Гімалайському інституті існує лабораторія, де проводяться дослідження, засновані на використанні гомеопатичної і алопатичної традицій у медицині.